# Северна комбинация на зимните олимпийски игри 2010
Състезанията по северна комбинация на зимните олимпийски игри през 2010 г. се провеждат в Олимпийския парк в Уислър.

## Дисциплини

### Нормална шанца
Състезанието със скокове от нормална, 106-метрова, шанца и бягане от 10 км. се провежда на 14 февруари 2010. Победител е французинът Джейсън Лами-Шапюи, следван от американеца Джони Спилейн и италианеца Алесандро Питин. Това е първият олимпийски медал за САЩ и за Италия в северната комбинация. Първи след скока е финландецът Яне Рииненен, който води с 34 секунди на втория Тод Лодуик от САЩ, но завършва на 26-о място на +1:34.5 след победителя.
Лами-Шапюи е сочен за фаворит преди състезанието, защото е спечелил пет първи места и общо девет пъти е бил на подиума в състезания за световната купа през сезона. 
| Място | Име                | Държава | Точки (закъснение) | Време    | Бележки |
| ----- | ------------------ | ------- | ------------------ | -------- | ------- |
| 01    | Джейсън Лами-Шапюи | Франция | 124.0 (+0:46)      | 25:01.1  |         |
| 02    | Джони Спилейн      | САЩ     | 124.5 (+0.44)      | +0.4 сек |         |
| 03    | Алесандро Питин    | Италия  | 123.5 (+0.48)      | +0.8 сек |         |

### Отборно
Отборното състезание от скокове от голяма, 140-метрова, шанца и щафета 4 x 5 км се провежда на 23 февруари 2010. Отборът на Финландия печели скоковете, но завършва на седмо място след бягането. Шампион става отборът на Австрия, пред тези на САЩ и Германия. САЩ води до няколкостотин метра преди финала, но Марио Щехер от Австрия печели с финален спринт. 
| Място | Състезатели                                              | Държава  | Точки (изоставане) | Време   | Бележки |
| ----- | -------------------------------------------------------- | -------- | ------------------ | ------- | ------- |
| 01    | Бернхард Грубер Давид Крайнер Феликс Готвалд Марио Щехер | Австрия  | 479.9 (3; +0.36)   | 49:31.6 |         |
| 02    | Брет Камерота Тод Лодуик Джони Спилейн Бил Демонг        | САЩ      | 505.8 (2; +0.02)   | 49:36.8 |         |
| 03    | Йоханес Ридзек Тино Еделман Ерик Френцел Бьорн Кирхайзен | Германия | 473.3 (6; +0:45)   | 49:51.1 |         |

### Голяма шанца
Състезанието със скокове от голяма, 140-метрова, шанца и бягане от 10 км се провежда на 14 февруари 2010. Американците Бил Демонг и Джони Спилейн печелят златния и сребърния медал, бронзовият е спечелен от австриеца Бернхард Грубер. Олимпийският шампион от малката шанца Джейсън Лами-Шапюи се класира 29-и след скока. Скоковете са прекъсвани поради силен вятър и дъжд. Това е третият сребърен медал за Джони Спилейн от три състезания на Олимпиадата. 
| Място | Име             | Държава | Време   | Бележки |
| ----- | --------------- | ------- | ------- | ------- |
| 01    | Бил Демонг      | САЩ     | 25:32.9 |         |
| 02    | Джони Спилейн   | САЩ     | 25:36.9 |         |
| 03    | Бернхард Грубер | Австрия | 25:43.7 |         |